# (10966) van der Hucht
(10966) van der Hucht (3308 T-1) – planetoida z grupy pasa głównego asteroid okrążająca Słońce w ciągu 5,54 lat w średniej odległości 3,13 j.a. Odkryta 26 marca 1971 roku.